# Distretto di Joypurhat
Il distretto di Joypurhat è un distretto del Bangladesh situato nella divisione di Rajshahi. Si estende su una superficie di 965,4 km² e conta una popolazione di 913.768 abitanti (censimento 2011).

## Suddivisioni amministrative
Il distretto si suddivide nei seguenti sottodistretti (upazila):
- Joypurhat Sadar
- Akkelpur
- Kalai
- Khetlal
- Panchbibi